# 斉攻略
斉攻略戦（せいこうりゃくせん）は、紀元前221年に秦が斉を滅ぼした戦い。斉は戦国七雄の最後の一国であった。これにより、中華は秦によって統一された。

## 攻略戦
前265年、襄王が死に、子の田建が即位した。母の君王后が輔政した。前249年、君王后がこの世を去り、君王后の族弟の后勝が執政した。后勝は秦から賄賂を受け取り、秦の都合のいいように主張した。田建は后勝の主張を聞き入れ五国（韓・趙・魏・燕・楚）の滅亡を傍観し、軍事を強化しなかった。
やがて、五国が滅亡すると、田建は秦が侵攻することを恐れ、将軍や軍隊を西部の辺境に集結させた。
前221年、秦王政は斉の攻略を王賁に命じた。蒙恬・李信も斉攻略軍に加わった。
秦軍は斉軍の主力が集結した西部を避け、元燕の南部から南下し臨淄へ侵攻した。斉軍は秦軍からの突然の北面からの侵攻に、不意をつかれ瓦解した。田建は降伏し、斉は滅亡した。
田建は魏の旧領の500里の邑へ赴いたが、食糧を絶たれ、餓死した。
秦は斉の地に斉郡と瑯琊郡を置いた。これにより、秦は中華を統一し、統一王朝の秦朝となった。

## 影響

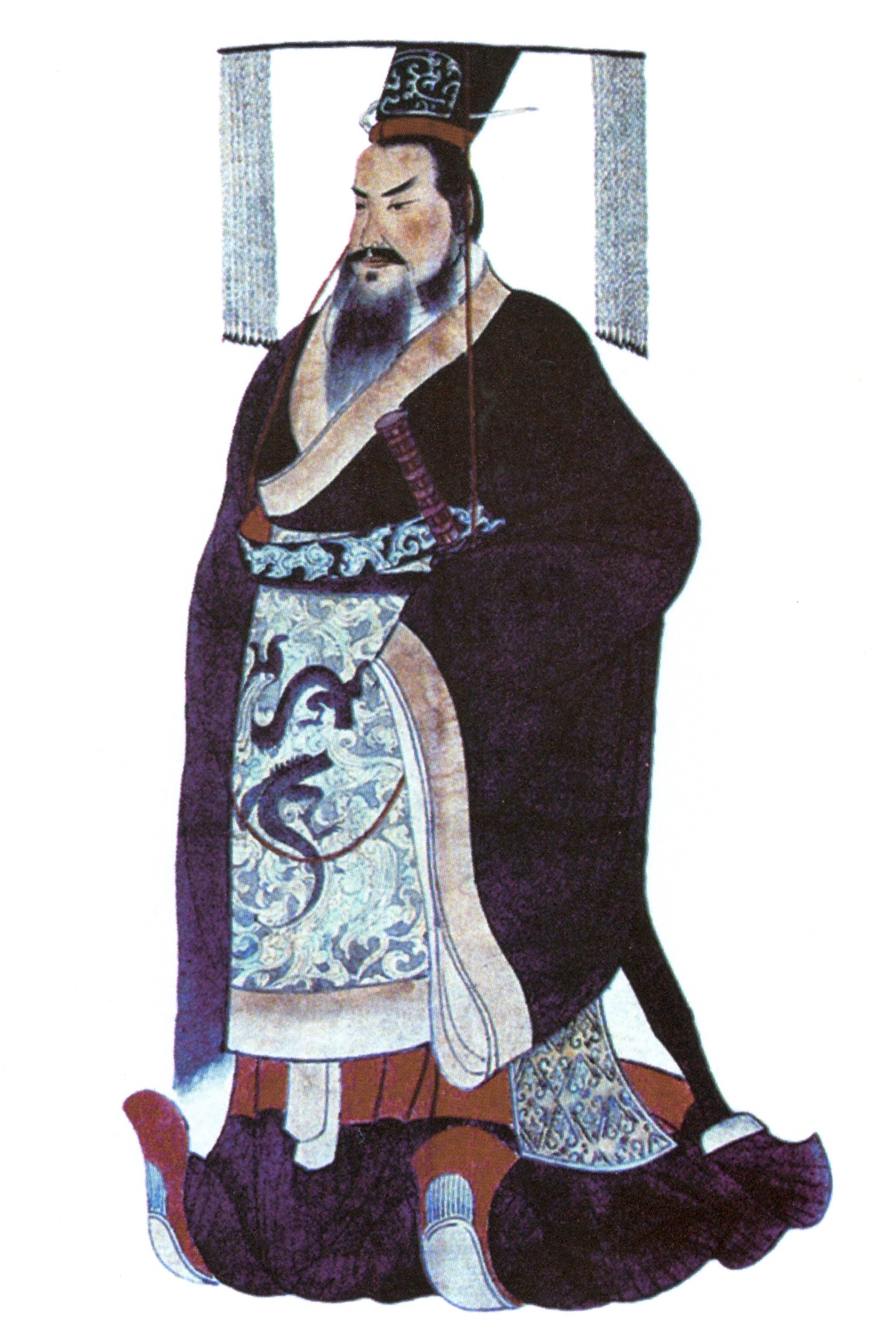
始皇帝

斉が滅んだことで、中華は秦によって統一された。秦の王政は初めて「皇帝」と名乗った。統一後は、重臣の李斯らとともに主要経済活動や政治改革を実行した。従来の配下の一族等に領地を与えて領主が世襲して統治する封建制から、中央政権が任命・派遣する官僚が治める郡県制への全国的な転換（中央集権・官僚統治制度）を行い、国家単位での貨幣や計量単位の統一、道路整備・交通規則の制定などを行った。万里の長城の建設や、等身大の兵馬俑で知られる秦始皇帝陵の建設などの後世に残ることになった大事業も行った。法（法家）による統治を敷き、批判する儒者や書物の弾圧を行った焚書坑儒も知られる。